# Siratare
Siratare est une localité du Cameroun située dans l'arrondissement de Bogo, le département du Diamaré et la région de l’Extrême-Nord. Elle fait partie du lawanat de Madaka.

## Population
En 1975, la localité comptait 183 habitants, des Kanouri.
Lors du recensement de 2005, on y a dénombré 757 personnes, dont 394 hommes et 363 femmes.